# Canon EOS 300D

Canon EOS 300D Digital (на ринку США Canon EOS Digital Rebel, в Японії Canon EOS Kiss Digital) —  цифрова дзеркальна фотокамера любительського рівня серії EOS японської компанії «Кенон». Фотоапарат був представлений 20 серпня 2003 року за ціною 899 доларів США без об'єктиву і 999 доларів США з об'єктивом. Таким чином вона стала першою дзеркальною цифровою камерою з ціною, нижчою за 1000 доларів США. На зміну їй, у лютому 2005 року вийшла модель Canon EOS 350D, що стала подальшим розвитком серії.